# Tooni
Koordinaten: 58° 23′ N, 27° 31′ O
Tooni (russisch Тони Toni) ist ein Dorf (estnisch küla) auf der Insel Piirissaar im Peipussee im estnischen Kreis Tartu. Tooni ist der Hauptort der Landgemeinde Piirissaare.
In Tooni befinden sich Landgemeindeverwaltung, Grenzschutzstelle und ein Anlegekai am Kanal. Die Russisch-Orthodoxe Peter-Pauls-Kirche steht leer. Die Bevölkerung von Tooni ist russischsprachig und besucht die Kirche der Altgläubigen in Saare.

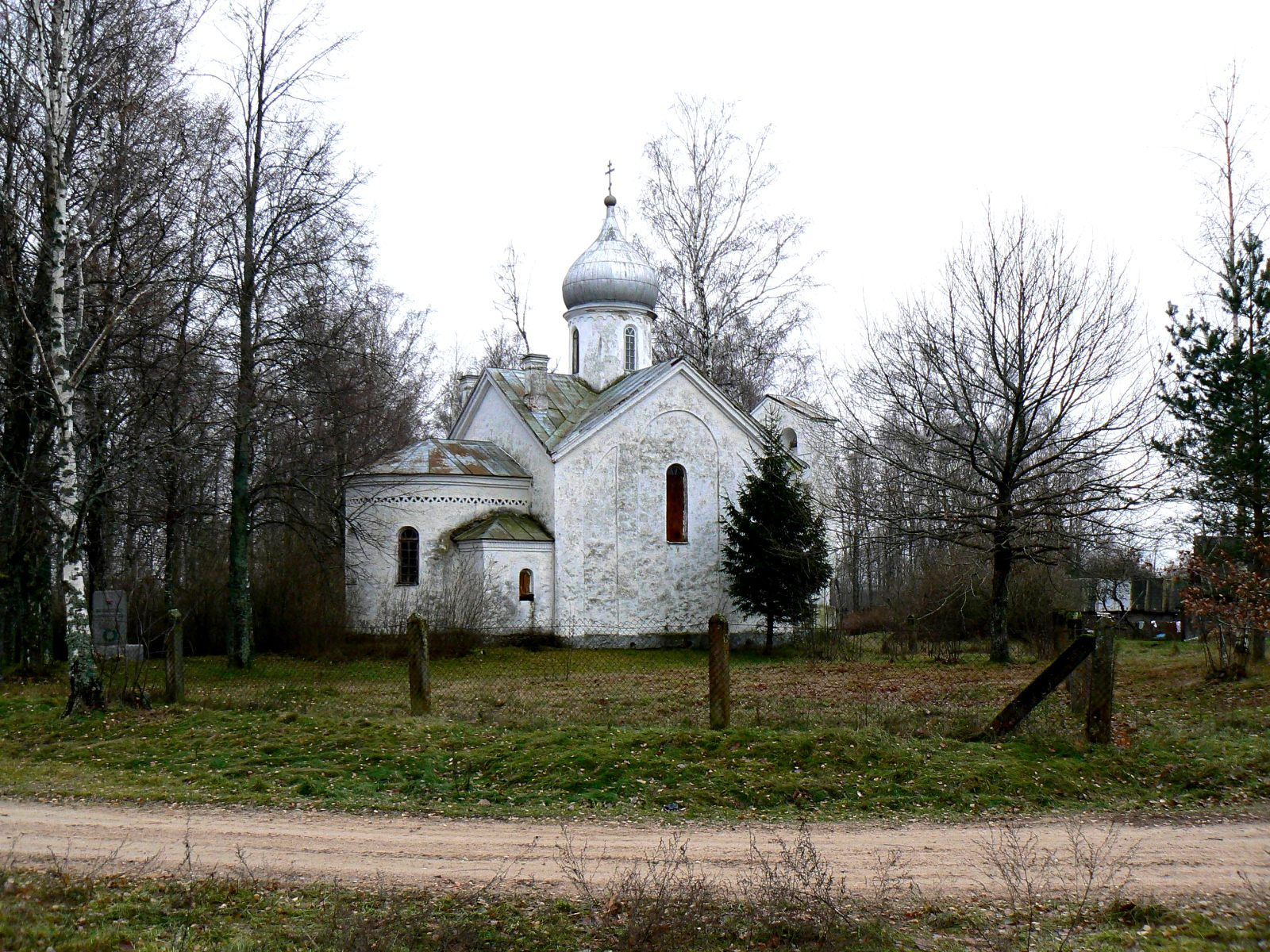
Seit 1964 leerstehende Russisch-Orthodoxe Peter-Pauls-Kirche in Tooni
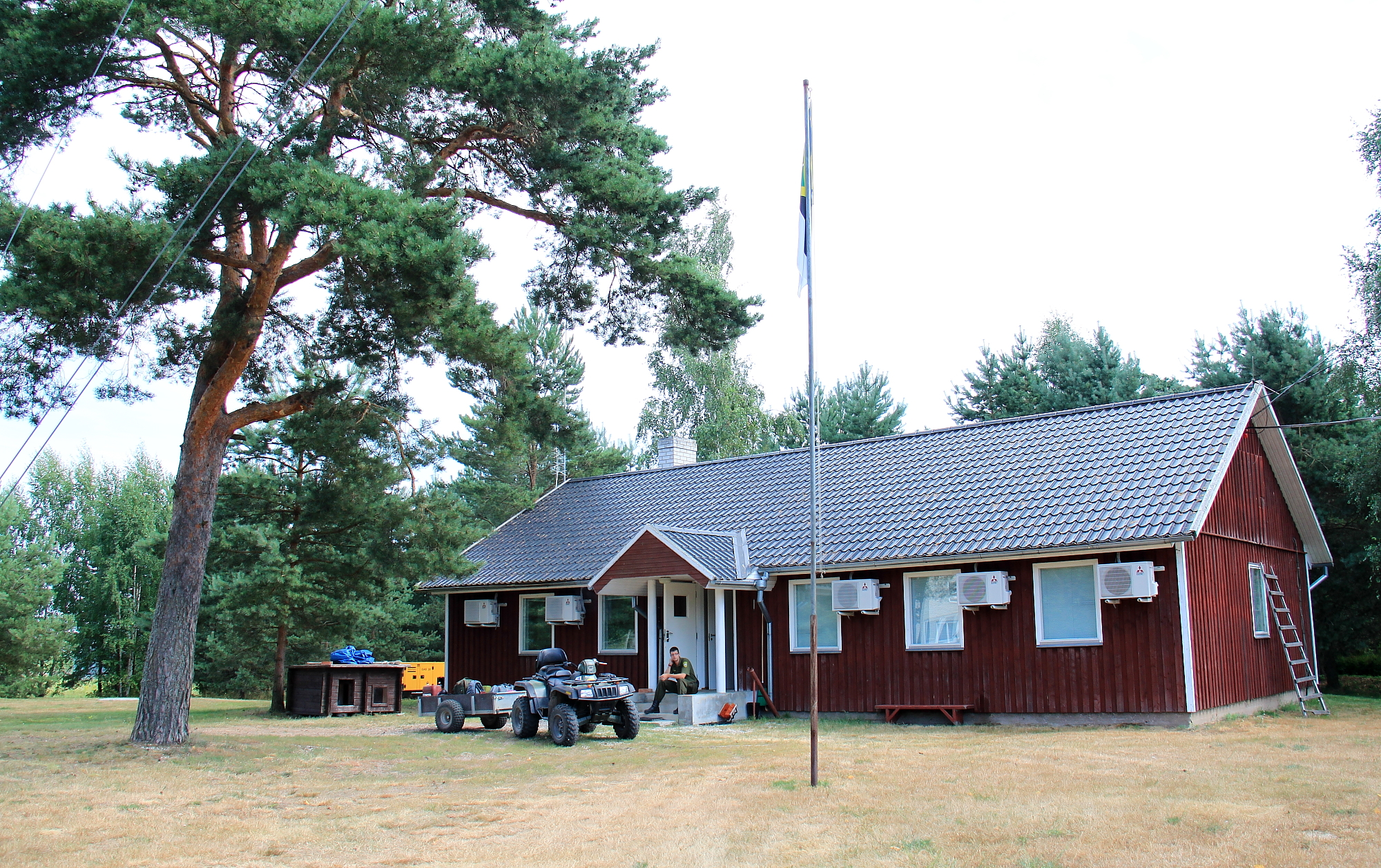
Grenzschutzstelle in Tooni